# EastSiders
EastSiders est une web-série d’humour noir créée par Kit Williamson (en).

## Synopsis
Alors que Cal et Thom sont en couple depuis quatre ans, Cal découvre que Thom le trompe avec Jeremy. La meilleure amie de Cal, Kathy, et son petit-ami Ian atteignent les six mois de relation, un record pour Kathy.
L’histoire se déroule à Silver Lake, un quartier de Los Angeles.

## Distribution

### Personnages principaux
- Kit Williamson (en) : Cal, le petit-ami de Thom qui travaille dans une galerie d'art
- Van Hansis : Thom, le petit-ami de Cal qui est écrivain et serveur
- Constance Wu : Kathy, la meilleure amie de Cal qui est actrice
- John Halbach : Ian, le petit-ami de Katy qui est architecte-paysagiste
- Matthew McKelligon : Jeremy, l'amant de Thom qui est créateur de meubles
- Stephen Guarino (en) : Quincy, un ami du groupe qui organise des soirées gays
- Willam Belli : une drag queen (Gomorrah Ray) qui travaille avec Quincy
- Brianna Brown : Hillary, la sœur de Cal

### Invités
- Sean Maher : Paul, le patron de Cal
- Traci Lords : Valerie, la mère de Cal
- Brea Grant : Bri, la sœur de Jeremy
- Daniel Vincent Gordh : Henry

## Production
Kit Williamson (en) a l'idée d'écrire une dark comedy sur un couple homosexuel durant ses études en 2012. Williamson, qui joue Cal, et son compagnon John Halbach, interprète de Ian, sont coproducteurs exécutifs de la série,. Les personnages de Cal et Thom vivent d'ailleurs dans le quartier angeleno de Silver Lake, dans la vraie maison de Williamson et Halbach.
Les deux premiers épisodes de la série sont diffusés en décembre 2012 sur YouTube. Grâce au succès des épisodes, une campagne de financement participatif est lancée sur Kickstarter pour tourner le reste de la première saison. Williamson atteint son objectif de 25 000 dollars de dons en quatre jours. La saison, composée de neuf épisodes de dix à vingt minutes, est diffusée en intégralité sur la plateforme digitale de Logo TV puis sur le câble sous la forme d'un film télévisé. Wolfe Video (en) acquiert parallèlement les droits DVD et VOD de la série.
Une nouvelle campagne Kickstater est lancée en avril 2014 pour le tournage de la deuxième saison. Plus de 153 000 dollars sont récoltés, pour un objectif initial de 125 000 dollars. Williamson écrit alors six épisodes d'une demi-heure, pouvant également se transformer en douze épisodes de dix à quinze minutes. Le 1er juillet 2016, la série fait ses débuts sur Netflix ; elle devient alors pour la première fois disponible à l'international.
La troisième saison suit Cal et Thom dans un road trip à travers les États-Unis, de New York à Silver Lake. Tournée dans plus des 16 États différents, elle est disponible à partir du 28 novembre 2017 en DVD et sur plusieurs plateformes de vidéo à la demande.
La quatrième et dernière saison de la série est également financée grâce à une campagne de crowdfunding, qui lève environ 140 000 dollars. Elle est disponible sur Netflix à partir du 1er décembre 2019. La saison accueille de nombreux invités et tourne autour du thème du mariage, notamment pour Quincy et Douglas.

## Liste des épisodes

### Saison 1
1. Episode 1
2. Episode 2
3. Episode 3
4. Episode 4
5. Episode 5
6. Episode 6
7. Episode 7
8. Episode 8
9. Episode 9

### Saison 2
1. Weirder Than Normal (Plus bizarre que d'habitude)
2. Sodom (And Gommorah) (Sodome (et Gomorrhe))
3. Sex Therapy (Thérapie sexuelle)
4. Thick Like A Lotion (Épais comme une lotion)
5. Open Bar (Open bar)
6. Evolving (Un autre dimanche)

### Saison 3
1. Priscilla (Priscilla)
2. Goodbye to All That Shit (Adieu à tout ce bordel)
3. Thelma and Louise (Thelma et Louise)
4. Girls (Les chats)
5. Our Own Private Idaho (Ce quelque chose d'Idaho en nous)
6. EastSide of Eden (À l'est du paradis)

### Saison 4
1. A Relationship Like That (Ce genre de relation)
2. Going Viral (Ça va devenir viral)
3. Back East (Retour à l'est)
4. Pillow Talk (Confidence sur l'oreiller)
5. Both Sides Now (L'envers du décor)
6. Always Upwards (En avant toute !)

## Accueil

### Réception critique
Pour Stephanie Carrie de LA Weekly, la première saison de la série capture l'idée que « les êtres humains sont des créatures compliquées, imprévisibles, effrayantes et tendres [...] avec une beauté surprenante et saisissante ». Dans The Conversation, l'universitaire Mark Lipton regrette qu'après quatre saisons la série soit devenue un « soap opera mondain et favorisé de beaux hommes blancs », ignorant les réalités des personnes LGBT.
Renaud Machart du Monde s'estime « beaucoup séduit » par la première saison grâce à son charme et à sa poésie. Malgré une légère déception concernant le changement de format, il affirme que la série conserve « son charme bariolé » dans la deuxième saison avant de s'agacer que cette « série prometteuse » perde tout intérêt lors de la troisième saison. Lors de la sortie de la quatrième saison, Machart poursuit : « On le redit : Eastsiders n’a jamais été aussi efficace qu’en ses premiers épisodes, de dix à douze minutes seulement, au lieu de vingt-neuf à cinquante-trois minutes cette saison. Mais beaucoup se retrouveront sûrement dans ce portrait de groupe microcosmique mais attachant. »

### Nominations et récompenses
En 2014, EastSiders remporte le Indie Series Award du meilleur ensemble dramatique ; elle est également nommée dans cinq autres catégories.
En 2016, elle reçoit dix nominations Indie Series Awards et remporte à nouveau la catégorie du meilleur ensemble dramatique. La même année, la série est nommée aux Daytime Emmy Awards dans deux catégories : meilleure série dramatique digitale et meilleur acteur dans une série dramatique digitale pour Van Hansis, sans succès.
Deux ans plus tard, reçoit six nouvelles nominations aux Daytime Emmy Awards concernant les séries dramatiques digitales : meilleure série, meilleure réalisation et meilleur scénario pour Kit Williamson, meilleur acteur pour Van Hansis, meilleur second rôle masculin pour Stephen Guarino et John Halbach. Comme deux ans plus tôt, elle ne remporte aucune récompense lors de la cérémonie.